# دانشگاه اوساکا
دانشگاه اوساکا (انگلیسی: Osaka University) دانشگاه ملی ژاپنی مستقر در شهر اوساکا است، که در سال ۱۷۲۴ تأسیس شد.